# Tour de France 2024/15. Etappe
Die 15. Etappe der Tour de France 2024 fand am 14. Juli 2024 statt. Sie führte die 111. Austragung des französischen Etappenrennens durch die Pyrenäen und endete mit der zweiten Bergankunft. Der Start erfolgte in Loudenvielle und führte über 197,7 Kilometer aufs Plateau de Beille, wo sich das Ziel auf einer Höhe von 1780 Metern befand. Mit dem Col de Peyresourde, Col de Menté, Col de Portet-d’Aspet und Col d’Agnes mussten zuvor mehrere bekannte Pyrenäenpässe passiert werden. Nach der Etappe hatten die Fahrer 2640,2 Kilometer absolviert, was 75,49 % der Gesamtdistanz entspricht. Im Anschluss an die 15. Etappe wurde der 2. Ruhetag am 15. Juli 2024 in Gruissan abgehalten.
Wie am Vortag ging der Etappensieg an den Slowenen Tadej Pogačar (UAE Team Emirates), der sich erneut vor Jonas Vingegaard (Team Visma-Lease a Bike) und Remco Evenepoel (Soudal Quick-Step) durchsetzte. Sein Vorsprung im Kampf um den Gesamtsieg betrung nun bereits mehr als drei Minuten.

## Streckenverlauf
Der neutralisierte Start erfolgte in Loudenvielle auf der D25 vor dem Peyragudes Bikepark. Vorbei am Lac de Génos-Loudenvielle, führte die Strecke abfallend nach Estarvielle, wo die Fahrer auf die D618 abbogen. Hier wurde das Rennen nach vier Kilometern freigegeben.
Unmittelbar nach dem offiziellen Start wurde der Col de Peyresourde (1569 m) in Angriff genommen, der auf einer Länge von 6,9 Kilometern eine durchschnittliche Steigung von 7,8 % aufwies. Auf der Passhöhe wurde nach sieben Kilometern eine Bergwertung der 1. Kategorie abgenommen, ehe eine längere Abfahrt nach Bagnères-de-Luchon führte. Den Pique stromabwärts ging es dann in Richtung Norden, ehe bei Kilometer 37 der einzige Zwischensprint in Marignac ausgefahren wurde. Bei Saint-Béat begann die Straße erneut zu steigen und führte auf den Col de Menté (1349 m), der auf einer Länge von 9,3 Kilometern einen Steigungsschnitt von 9,1 % aufwies. Dieser wurde nach 50 Kilometern erreicht und galt ebenfalls als Pass der 1. Kategorie. Die Abfahrt führte auf der kurvenreichen D85 bis zur Kreuzung mit der D618, auf die die Fahrer links abbogen und so die Auffahrt auf den kleineren Col de Portet-d’Aspet (1069 m) erreichten. Auf der Passhöhe wurde nach 65,4 Kilometern dennoch eine Bergwertung der 1. Kategorie abgenommen, da er auf einer Länge von 4,3 Kilometern mit 9,6 % im Schnitt anstieg. Im Anschluss folgte eine längere flache Abfahrt, die entlang der Bouigane und des Lez nach Saint-Gaudens führte. Daraufhin begann die Straße wieder leicht anzusteigen und folgte dem Salat stromaufwärts nach Oust, ehe es entlang des Garbet bis Aulus-les-Bains ging. Nach rund 60 nahezu flachen Kilometern begann dann die Auffahrt auf den Col d’Agnes, der mit einer Höhe von 1570 Metern als Bergwertung der 1. Kategorie klassifiziert wurde. Dabei wies der Pass auf einer Länge von 10 Kilometern eine durchschnittliche Steigung von 8,2 % auf. Die Passhöhe wurde 59,1 Kilometer vor dem Ziel erreicht, ehe eine kurze Abfahrt zur Kreuzung aus D8F und D18 folgte. Beim Étang de Lers bogen die Fahrer rechts ab und nahmen die kurze Gegensteigung des Port de Lers (1517 m) in Angriff, auf dem keine Bergwertung abgenommen wurde. Im Anschluss folgte eine technisch anspruchsvolle Abfahrt auf der schmalen D18, die nach Val-de-Sos führte. Danach ging es entlang des Vicdessos am Château de Miglos vorbei nach Tarascon-sur-Ariège.
Nach rund 9 flachen Kilometern auf der N20 begann in Les Cabannes der Schlussanstieg aufs Plateau de Beille (1780 m). Dieser wies auf einer Länge von 15,8 Kilometern eine durchschnittliche Steigung von 7,9 % auf und galt als Bergwertung hors catégorie. Auf den ersten fünf Kilometern lagen die Steigungsprozente im Schnitt bei rund 9 %, ehe die gut ausgebaute D522 im oberen Teil zusehends abflachte.
|                              | Ort                   | Kilometer | Länge (km) | Höhe (m) | Ø Steigung | max. Steigung |
| ---------------------------- | --------------------- | --------- | ---------- | -------- | ---------- | ------------- |
| neutralisierter Start        | Loudenvielle (D25)    | −4,0      |            |          |            |               |
| offizieller Start            | Estarvielle (D618)    | 0,0       |            |          |            |               |
| Bergwertung (1. Kategorie)   | Col de Peyresourde    | 7,0       | 6,9        | 1569     | 7,8 %      |               |
| Zwischensprint               | Marignac              | 37,0      |            |          |            |               |
| Bergwertung (1. Kategorie)   | Col de Menté          | 50,0      | 9,3        | 1349     | 9,1 %      |               |
| Bergwertung (1. Kategorie)   | Col de Portet-d’Aspet | 65,4      | 4,3        | 1069     | 9,6 %      |               |
| Bergwertung (1. Kategorie)   | Col d’Agnes           | 138,6     | 10,0       | 1570     | 8,2 %      |               |
| Bergwertung (hors catégorie) | Plateau de Beille     | 197,7     | 15,8       | 1780     | 7,9 %      |               |
| Ziel                         | Plateau de Beille     | 197,7     |            |          |            |               |

## Rennverlauf
Nachdem das Rennen freigegeben worden war, kam es im Anstieg des Col de Peyresourde zu mehreren Angriffen, wobei sich immer wieder einzelne Fahrer kurzzeitig absetzen konnten. Das hohe Tempo und die zahlreichen Angriffe führten dazu, dass mehrere Fahrer bereits auf den ersten Kilometern abgehängt wurden. Neben den Sprintern musste auch der an COVID-19 erkrankte Geraint Thomas (Ineos Grenadiers) das Peloton ziehen lassen. Kurz vor der Passhöhe setzten sich mit Romain Bardet (dsm-firmenich PostNL), David Gaudu (Groupama-FDJ) und Oier Lazkano (Movistar) drei Fahrer ab, die als Erste die Passhöhe erreichten. David Gaudu sicherte sich vor Oier Lazkano die meisten Punkte im Kampf um das Gepunktete Trikot, das Jonas Vingegaard (Team Visma-Lease a Bike) stellvertretend für den gesamtführenden Tadej Pogačar (UAE Team Emirates) trug. Nach der anschließenden Abfahrt ließ sich Oier Lazkano vom Peloton einholen, in dem sich zu diesem Zeitpunkt nur noch rund 70 Fahrer befanden. Nachdem auch die beiden weiteren Ausreißer gestellt worden waren, lösten sich im nachfolgenden Flachstück 21 Fahrer vom Hauptfeld. In der neuformierten Ausreißergruppe war mit Biniam Girmay (Intermarché-Wanty) auch der führende der Punktewertung vertreten. Der Eritreer, der die Lücke zum Hauptfeld nach der Abfahrt geschlossen hatte, führte über den Zwischensprint in Marignac. Obwohl er im Anschluss aufgrund seiner Fahrweise auf den dritten Rang zurückversetzt wurde, baute er seinen Vorsprung im Kampf um das Grüne Trikot weiter aus, da sein erster Verfolger Jasper Philipsen (Alpecin-Deceuninck) punktelos blieb.
Im Anstieg des Col de Menté formierte sich schließlich die Ausreißergruppe des Tages. In ihr waren folgende 16 Fahrer (geordnet nach dem bestplatzierten Fahrer pro Team in der Gesamtwertung) vertreten: Ben Healy, Richard Carapaz (beide EF Education-EasyPost), Javier Romo, Enric Mas, Alex Aranburu (alle Movistar), Simon Yates (Jayco AlUla), Guillaume Martin (Cofidis), Laurens De Plus (Ineos Grenadiers), Jai Hindley, Bob Jungels, Matteo Sobrero (alle Red Bull–Bora–Hansgrohe), Louis Meintjes (Intermarché-Wanty), Tobias Halland Johannessen (Uno-X Mobility), Oscar Onley (dsm-firmenich PostNL) und Lenny Martinez (Groupama-FDJ). Ben Healy wies dabei als bestplatzierter Fahrer im Gesamtklassement einen Rückstand von 15 Minuten und 45 Sekunden auf. Die zweite Bergwertung des Tages sicherte sich Javier Romo vor Richard Carapaz und Alex Aranburu. Im Hauptfeld übernahm unterdessen das Team Visma-Lease a Bike die Tempoarbeit. Auf der Passhöhe des Col de Portet-d’Aspet betrug der Vorsprung der Ausreißer weiterhin nur rund eine Minute. Tobias Halland Johannessen führte vor Javier Romo und Bob Jungels über die Passhöhe und sicherte sich so 10 Punkte im Kampf um die Bergwertung. Nach den ersten drei Anstiegen wuchs der Vorsprung der Spitzengruppe im anschließenden Flachstück auf rund vier Minuten an. Während Wout van Aert (Visma-Lease a Bike) das Tempo im Hauptfeld vorgab, musste Louis Meintjes seine Fluchtgefährten in Folge eines Defekts ziehen lassen, womit noch 15 Fahrer an der Spitze des Rennens verblieben.
Rund 74 Kilometer vor dem Ziel teilte sich die Ausreißergruppe in zwei Gruppen. Besonders Red Bull–Bora–Hansgrohe forcierte die Teilung, da sie mit Jai Hindley, Bob Jungels und Matteo Sobrero alle drei Fahrer an der Spitze des Rennens hielten. Auch Ben Healy, Javier Romo, Enric Mas und Laurens De Plus schafften den Sprung in die erste Gruppe, während namhafte Fahrer wie Richard Carapaz und Simon Yates distanziert wurden. Die Spitzengruppe erreichte den Anstieg des Col d’Agnes mit einem Vorsprung von rund 40 Sekunden auf die Verfolgergruppe. Richard Carapaz konnte sich jedoch von der zweiten Gruppe absetzen und mit der Hilfe seines Teamkollegen Ben Healy zur Spitze des Rennens aufschließen. Der Ire, der sich zurückfallen hatte lassen, konnte die Lücke nach getaner Arbeit jedoch nicht schließen. Zudem zerfiel auch die Spitzengruppe. Auf der Passhöhe beinhaltete sie mit Laurens De Plus, Richard Carapaz, Enric Mas und Jai Hindley nur noch vier Fahrer, wobei sich das Quartett in der beschriebenen Reihenfolge die Bergpunkte sicherte. Mit einem Rückstand von rund 40 Sekunden überquerte Tobias Halland Johannessen den Col d’Agnes, ehe er in der kurzen Gegensteigung des nicht-kategorisierten Port de Lers zu der Spitze des Rennens aufschloss. Das Quintett hatte nun einen Vorsprung von rund dreieinhalb Minuten auf die Favoritengruppe um Tadej Pogačar, in der nur noch rund 15 Fahrer vertreten waren. Das Tempo gab weiterhin das Team Visma-Lease a Bike vor, wobei nach Tiesj Benoot der Niederländer Wilco Kelderman die Führungsarbeit übernahm.
Nach der Abfahrt und dem anschließenden Flachstück erreichte die Spitzengruppe den Einstieg des Schlussanstiegs mit einem Vorsprung von zweieinhalb Minuten. Als erster Fahrer griff Jai Hindley an, wobei er sich jedoch nicht absetzen konnte. Rund 10 Kilometer vor dem Ziel konnte sich schließlich Richard Carapaz nach mehreren Antritten lösen. Der Vorsprung des Ecuadorianers war zwischenzeitlich jedoch auf weniger als eine Minute geschmolzen, da Matteo Jorgenson (Visma-Lease a Bike) das Tempo für seinen Kapitän Jonas Vingegaard erneut forciert hatte. Während der Führungsarbeit des US-Amerikaners fielen Derek Gee (Israel-Premier Tech), João Almeida (UAE Team Emirates), Giulio Ciccone (Lidl-Trek) und Felix Gall (Decathlon AG2R La Mondiale) zurück. Nachdem auch Santiago Buitrago (Bahrain Victorious) und Carlos Rodríguez (Ineos Grenadiers) distanziert worden waren, verblieben nur noch sechs Fahrer in der Favoritengruppe. In dieser waren neben den drei bestplatzierten des Gesamtklassements auch deren Helfer Adam Yates (UAE Team Emirates) und Mikel Landa (Soudal Quick-Step) vertreten. Etwa zehn Kilometer vor dem Ziel griff Jonas Vingegaard nach getaner Arbeit seines letzten Teamkollegen an und konnte sich rasch gemeinsam mit Tadej Pogačar absetzen, der dicht an dem Hinterrad des Dänen blieb. Mit einer kleinen Lücke folgte Remco Evenepoel (Soudal Quick-Step), der nicht versuchte den beiden zu folgen. Innerhalb von nur einem Kilometer schlossen Jonas Vingegaard und Tadej Pogačar zu Richard Carapaz auf und distanzierten den Ecuadorianer wenig später. Auf den nachfolgenden Kilometern konnte Jonas Vingegaard den gesamtführenden Tadej Pogačar nicht abschütteln und reduzierte rund fünfeinhalb Kilometer vor dem Ziel die Geschwindigkeit. Dies nutzte der Slowene und griff an, wobei ihm Jonas Vingegaard nicht folgen konnte. Auf den letzten Kilometern baute Tadej Pogačar seinen Vorsprung weiter aus und gewann die zweite Bergankunft in Folge. Jonas Vingegaard erreichte das Ziel mit einem Rückstand von einer Minute und acht Sekunden, ehe Remco Evenepoel zwei Minuten und 51 Sekunden nach dem Etappensieger als Dritter über den Zielstrich fuhr. Als Vierter folgte Mikel Landa mit einem Rückstand von fast vier Minuten. João Almeida, Adam Yates und Carlos Rodríguez büßten rund fünf Minuten ein, wobei sie durch etwas mehr als 20 Sekunden getrennt waren.
In der Gesamtwertung baute Tadej Pogačar seinen Vorsprung weiter aus und liegt nun bereits drei Minuten und neun Sekunden vor Jonas Vingegaard, der Remco Evenepoel vom zweiten Gesamtrang verdrängte. Der Belgier, der die Führung in der Nachwuchswertung verteidigte, wies bereits einen Rückstand von fünf Minuten und 19 Sekunden auf. Der Gesamtvierte João Almeida lag vor dem zweiten Ruhetag bereits fast elf Minuten zurück. In den Top 10 kam es nur zu geringen Positionsveränderungen. Mikel Landa verdrängte Carlos Rodríguez vom vierten Gesamtrang, während Matteo Jorgenson nach seiner Führungsarbeit auf den zwölften Gesamtrang zurückfiel. Den neunten Gesamtrang übernahm der Kanadier Derek Gee. Weiters baute Tadej Pogačar seine Führung in der Bergwertung aus und lag nun 19 Punkte vor Jonas Vingegaard. Biniam Girmay, der das Ziel im vorgegebenen Zeitlimit erreichte, baute seinen Vorsprung in der Punktewertung auf 86 Punkte aus. In der Mannschaftswertung lag das UAE Team Emirates, das mit drei Fahrern in den Top 10 platziert war, bereits 55 Minuten vor dem Team Visma-Lease a Bike. Richard Carapaz wurde als letzter eingeholter Fahrer der Fluchtgruppe zum kämpferischsten Fahrer gewählt. Gerben Thijssen (Intermarché-Wanty) gab das Rennen auf, während Bram Welten (dsm-firmenich PostNL) als einziger Fahrer das Zeitlimit verpasste. Somit verblieben noch 152 Fahrer im Rennen.

## Ergebnis
| \| Etappenergebnis \| Etappenergebnis \| Etappenergebnis \| Etappenergebnis \| Etappenergebnis \| \| Fahrer \| Fahrer \| Land \| Team \| Zeit \| \| --------------- \| ----------------- \| ---------------------- \| -------------------------- \| --------------- \| \| 1. \| Tadej Pogačar \| Slowenien \| UAE Team Emirates \| 5 h 13 min 55 s \| \| 2. \| Jonas Vingegaard \| Dänemark \| Team Visma \\| Lease a Bike \| + 1 min 08 s \| \| 3. \| Remco Evenepoel \| Belgien \| Soudal Quick-Step \| + 2 min 51 s \| \| 4. \| Mikel Landa \| Spanien \| Soudal Quick-Step \| + 3 min 54 s \| \| 5. \| João Almeida \| Portugal \| UAE Team Emirates \| + 4 min 43 s \| \| 6. \| Adam Yates \| Vereinigtes Königreich \| UAE Team Emirates \| + 4 min 56 s \| \| 7. \| Santiago Buitrago \| Kolumbien \| Bahrain Victorious \| + 5 min 08 s \| \| 8. \| Carlos Rodríguez \| Spanien \| Ineos Grenadiers \| + 5 min 08 s \| \| 9. \| Richard Carapaz \| Ecuador \| EF Education-EasyPost \| + 5 min 41 s \| \| 10. \| Felix Gall \| Österreich \| Decathlon-AG2R La Mondiale \| + 5 min 57 s \| |                   |                        |                            |                 |
| |                   |                        |                            |                 |
| Quellen: ProCyclingStats Cycling Quotient |                   |                        |                            |                 |
| Etappenergebnis |                   |                        |                            |                 |
| Fahrer | Fahrer            | Land                   | Team                       | Zeit            |
| 1. | Tadej Pogačar     | Slowenien              | UAE Team Emirates          | 5 h 13 min 55 s |
| 2. | Jonas Vingegaard  | Dänemark               | Team Visma \| Lease a Bike | + 1 min 08 s    |
| 3. | Remco Evenepoel   | Belgien                | Soudal Quick-Step          | + 2 min 51 s    |
| 4. | Mikel Landa       | Spanien                | Soudal Quick-Step          | + 3 min 54 s    |
| 5. | João Almeida      | Portugal               | UAE Team Emirates          | + 4 min 43 s    |
| 6. | Adam Yates        | Vereinigtes Königreich | UAE Team Emirates          | + 4 min 56 s    |
| 7. | Santiago Buitrago | Kolumbien              | Bahrain Victorious         | + 5 min 08 s    |
| 8. | Carlos Rodríguez  | Spanien                | Ineos Grenadiers           | + 5 min 08 s    |
| 9. | Richard Carapaz   | Ecuador                | EF Education-EasyPost      | + 5 min 41 s    |
| 10. | Felix Gall        | Österreich             | Decathlon-AG2R La Mondiale | + 5 min 57 s    |

## Gesamtstände
| \| Gesamtwertung \| Gesamtwertung \| Gesamtwertung \| Gesamtwertung \| Gesamtwertung \| \| Fahrer \| Fahrer \| Land \| Team \| Zeit \| \| ------------- \| ----------------- \| ---------------------- \| -------------------------- \| ---------------- \| \| 1. \| Tadej Pogačar \| Slowenien \| UAE Team Emirates \| 61 h 56 min 24 s \| \| 2. \| Jonas Vingegaard \| Dänemark \| Team Visma \\| Lease a Bike \| + 3 min 09 s \| \| 3. \| Remco Evenepoel \| Belgien \| Soudal Quick-Step \| + 5 min 19 s \| \| 4. \| João Almeida \| Portugal \| UAE Team Emirates \| + 10 min 54 s \| \| 5. \| Mikel Landa \| Spanien \| Soudal Quick-Step \| + 11 min 21 s \| \| 6. \| Carlos Rodríguez \| Spanien \| Ineos Grenadiers \| + 11 min 27 s \| \| 7. \| Adam Yates \| Vereinigtes Königreich \| UAE Team Emirates \| + 13 min 38 s \| \| 8. \| Giulio Ciccone \| Italien \| Lidl-Trek \| + 15 min 48 s \| \| 9. \| Derek Gee \| Kanada \| Israel-Premier Tech \| + 16 min 12 s \| \| 10. \| Santiago Buitrago \| Kolumbien \| Bahrain Victorious \| + 16 min 32 s \| |                   |                        |                            |                  |
| |                   |                        |                            |                  |
| Quellen: ProCyclingStats Cycling Quotient |                   |                        |                            |                  |
| Gesamtwertung |                   |                        |                            |                  |
| Fahrer | Fahrer            | Land                   | Team                       | Zeit             |
| 1. | Tadej Pogačar     | Slowenien              | UAE Team Emirates          | 61 h 56 min 24 s |
| 2. | Jonas Vingegaard  | Dänemark               | Team Visma \| Lease a Bike | + 3 min 09 s     |
| 3. | Remco Evenepoel   | Belgien                | Soudal Quick-Step          | + 5 min 19 s     |
| 4. | João Almeida      | Portugal               | UAE Team Emirates          | + 10 min 54 s    |
| 5. | Mikel Landa       | Spanien                | Soudal Quick-Step          | + 11 min 21 s    |
| 6. | Carlos Rodríguez  | Spanien                | Ineos Grenadiers           | + 11 min 27 s    |
| 7. | Adam Yates        | Vereinigtes Königreich | UAE Team Emirates          | + 13 min 38 s    |
| 8. | Giulio Ciccone    | Italien                | Lidl-Trek                  | + 15 min 48 s    |
| 9. | Derek Gee         | Kanada                 | Israel-Premier Tech        | + 16 min 12 s    |
| 10. | Santiago Buitrago | Kolumbien              | Bahrain Victorious         | + 16 min 32 s    |

| Punktewertung | Punktewertung    | Punktewertung | Punktewertung              | Punktewertung |
| Fahrer        | Fahrer           | Land          | Team                       | Punkte        |
| ------------- | ---------------- | ------------- | -------------------------- | ------------- |
| 1.            | Biniam Girmay    | Eritrea       | Intermarché-Wanty          | 363 P.        |
| 2.            | Jasper Philipsen | Belgien       | Alpecin-Deceuninck         | 277 P.        |
| 3.            | Bryan Coquard    | Frankreich    | Cofidis                    | 147 P.        |
| 4.            | Arnaud De Lie    | Belgien       | Lotto Dstny                | 142 P.        |
| 5.            | Anthony Turgis   | Frankreich    | TotalEnergies              | 141 P.        |
| 6.            | Tadej Pogačar    | Slowenien     | UAE Team Emirates          | 136 P.        |
| 7.            | Jonas Abrahamsen | Norwegen      | Uno-X Mobility             | 133 P.        |
| 8.            | Wout van Aert    | Belgien       | Team Visma \| Lease a Bike | 114 P.        |
| 9.            | Remco Evenepoel  | Belgien       | Soudal Quick-Step          | 112 P.        |
| 10.           | Fernando Gaviria | Kolumbien     | Movistar Team              | 106 P.        |

| Bergwertung | Bergwertung      | Bergwertung | Bergwertung                | Bergwertung |
| Fahrer      | Fahrer           | Land        | Team                       | Punkte      |
| ----------- | ---------------- | ----------- | -------------------------- | ----------- |
| 1.          | Tadej Pogačar    | Slowenien   | UAE Team Emirates          | 77 P.       |
| 2.          | Jonas Vingegaard | Dänemark    | Team Visma \| Lease a Bike | 58 P.       |
| 3.          | Remco Evenepoel  | Belgien     | Soudal Quick-Step          | 42 P.       |
| 4.          | Jonas Abrahamsen | Norwegen    | Uno-X Mobility             | 36 P.       |
| 5.          | Oier Lazkano     | Spanien     | Movistar Team              | 35 P.       |
| 6.          | David Gaudu      | Frankreich  | Groupama-FDJ               | 30 P.       |
| 7.          | Carlos Rodríguez | Spanien     | Ineos Grenadiers           | 24 P.       |
| 8.          | Richard Carapaz  | Ecuador     | EF Education-EasyPost      | 22 P.       |
| 9.          | Ben Healy        | Irland      | EF Education-EasyPost      | 21 P.       |
| 10.         | Javier Romo      | Spanien     | Movistar Team              | 18 P.       |

| Nachwuchswertung | Nachwuchswertung           | Nachwuchswertung   | Nachwuchswertung           | Nachwuchswertung  |
| Fahrer           | Fahrer                     | Land               | Team                       | Zeit              |
| ---------------- | -------------------------- | ------------------ | -------------------------- | ----------------- |
| 1.               | Remco Evenepoel            | Belgien            | Soudal Quick-Step          | 62 h 01 min 43 s  |
| 2.               | Carlos Rodríguez           | Spanien            | Ineos Grenadiers           | + 6 min 08 s      |
| 3.               | Santiago Buitrago          | Kolumbien          | Bahrain Victorious         | + 11 min 13 s     |
| 4.               | Matteo Jorgenson           | Vereinigte Staaten | Team Visma \| Lease a Bike | + 14 min 56 s     |
| 5.               | Ben Healy                  | Irland             | EF Education-EasyPost      | + 24 min 07 s     |
| 6.               | Javier Romo                | Spanien            | Movistar Team              | + 42 min 46 s     |
| 7.               | Ilan Van Wilder            | Belgien            | Soudal Quick-Step          | + 1 h 09 min 22 s |
| 8.               | Tobias Halland Johannessen | Norwegen           | Uno-X Mobility             | + 1 h 21 min 39 s |
| 9.               | Jordan Jegat               | Frankreich         | TotalEnergies              | + 1 h 43 min 04 s |
| 10.              | Romain Grégoire            | Frankreich         | Groupama-FDJ               | + 1 h 49 min 59 s |

| Mannschaftswertung | Mannschaftswertung         | Mannschaftswertung           | Mannschaftswertung |
| Team               | Team                       | Land                         | Zeit               |
| ------------------ | -------------------------- | ---------------------------- | ------------------ |
| 1.                 | UAE Team Emirates          | Vereinigte Arabische Emirate | 186 h 12 min 00 s  |
| 2.                 | Team Visma \| Lease a Bike | Niederlande                  | + 55 min 03 s      |
| 3.                 | Soudal Quick-Step          | Belgien                      | + 58 min 59 s      |
| 4.                 | Ineos Grenadiers           | Vereinigtes Königreich       | + 1 h 19 min 19 s  |
| 5.                 | Lidl-Trek                  | Vereinigte Staaten           | + 2 h 04 min 45 s  |
| 6.                 | EF Education-EasyPost      | Vereinigte Staaten           | + 2 h 23 min 06 s  |
| 7.                 | Movistar Team              | Spanien                      | + 2 h 23 min 41 s  |
| 8.                 | Bahrain Victorious         | Bahrain                      | + 2 h 26 min 47 s  |
| 9.                 | Red Bull-Bora-Hansgrohe    | Deutschland                  | + 2 h 30 min 01 s  |
| 10.                | Israel-Premier Tech        | Israel                       | + 3 h 11 min 11 s  |

## Ausgeschiedene Fahrer
- Gerben Thijssen (Intermarché-Wanty) gab die Etappe auf
- Bram Welten (Team dsm-firmenich PostNL) verpasste das Zeitlimit[4]

## Trivia
Tadej Pogačar absolviert die Auffahrt zum Plateau de Beille in einer Zeit von 39 Minuten und 41 Sekunden was einer durchschnittlichen Geschwindigkeit von 23,9 km/h entspricht. Damit brach der den bisherigen Rekord von Marco Pantani aus dem Jahr 1998 um mehr als dreieinhalb Minuten.